# 15 Brygada WOP
 15 Brygada Wojsk Ochrony Pogranicza – jedna z brygad w strukturze organizacyjnej Wojsk Ochrony Pogranicza.

## Formowanie i zmiany organizacyjne
Sformowana w 1950 na bazie 12 Brygady Ochrony Pogranicza, na podstawie rozkazu MBP nr 043/org z 3 czerwca 1950. Nowa numeracja batalionów i brygad weszła w życie z dniem 1 stycznia 1951. Sztab brygady stacjonował w Koszalinie. 

Zgodnie z etatem czasu „P” nr 352/19, na dzień 1 listopada 1954 brygada liczyła 2022 żołnierzy, a etat czasu „W” nr 0352/16 przewidywał 2798 żołnierzy.

Zgodnie z etatem czasu „P” nr 352/40, na dzień 1 sierpnia 1957 brygada liczyła 2407 żołnierzy, a etat czasu „W” nr 0352/23 przewidywał 3487 żołnierzy.
Rozformowana w 1958. Na jej bazie powstała 15 Bałtycka Brygada WOP.

## Skład organizacyjny
W 1950:
- dowództwo, sztab i pododdziały dowodzenia
- 151 batalion WOP – Trzebiatów
- 152 batalion WOP – Koszalin
- 153 batalion WOP – Ustka
- flotylla morska WOP – Darłowo
- Morska Graniczna Placówka Kontrolna Kołobrzeg
- Morska Graniczna Placówka Kontrolna Ustka

16 czerwca 1956, zarządzeniem DWW nr 013/WW rozformowano bataliony WOP Koszalin i Ustka, a strażnice podporządkowano bezpośrednio brygadzie.

## Dowódcy brygady
- ppłk Władysław Wąsowicz 1.10.1950 - 7.10.1952
- płk Bolesław Bonczar 7.10.1952 - 20.11.1953
- ppłk Ilia Sznajder 20.11.1953 - 15.10.1955
- płk Jan Tran 17.10.1955 - 1958

## Przekształcenia
4 Oddział Morski Ochrony Pogranicza → 4 Bałtycki Oddział WOP → 12 Brygada Ochrony Pogranicza → 15 Brygada WOP → 15 Bałtycka Brygada WOP → Bałtycka Brygada WOP → Bałtycki Oddział WOP